# Thế Guadalupe
| Hệ/ Kỷ                               | Thống/ Thế   | Bậc/ Kỳ      | Tuổi (Ma) | Tuổi (Ma) |
| ------------------------------------ | ------------ | ------------ | --------- | --------- |
| Trias                                | Hạ/Sớm       | Indu         | trẻ hơn   | trẻ hơn   |
| Permi                                | Lạc Bình     | Trường Hưng  | 251.902   | 254.14    |
| Permi                                | Lạc Bình     | Ngô Gia Bình | 254.14    | 259.1     |
| Permi                                | Guadalupe    | Capitan      | 259.1     | 265.1     |
| Permi                                | Guadalupe    | Word         | 265.1     | 268.8     |
| Permi                                | Guadalupe    | Road         | 268.8     | 272.95    |
| Permi                                | Cisural      | Kungur       | 272.95    | 283.5     |
| Permi                                | Cisural      | Artinsk      | 283.5     | 290.1     |
| Permi                                | Cisural      | Sakmara      | 290.1     | 295.0     |
| Permi                                | Cisural      | Assel        | 295.0     | 298.9     |
| Carbon                               | Pennsylvania | Gzhel        | già hơn   | già hơn   |
| Phân chia kỷ Permi theo ICS năm 2017 |              |              |           |           |

Trong niên đại địa chất, thế Guadalupe là thống/thế thứ hai và giữa của kỷ Permi của đại Paleozoi của liên đại Phanerozoi. Thế có niên đại trong khoảng từ 272,3 ± 0,5 đến 259,8 ± 0,4 Ma BP (Mega annum before present: triệu năm trước), sau khi kết thúc kỳ Kungur.
Thế được đặt tên theo tên của dãy núi Guadalupe của New Mexico.
Thế Guadalupe được chia thành ba giai đoạn: 
1. Kỳ Capitan từ 265,1 đến 259,1 Ma
2. Kỳ Word từ 268,8 đến 265,1 Ma
3. Kỳ Road từ 272,95 đến 268,8 Ma

## Cổ sinh vật học
| Loại | Hiện diện | Vị trí | Mô tả | Hình |
| ---- | --------- | ------ | ----- | ---- |